# Beth Gutcheon

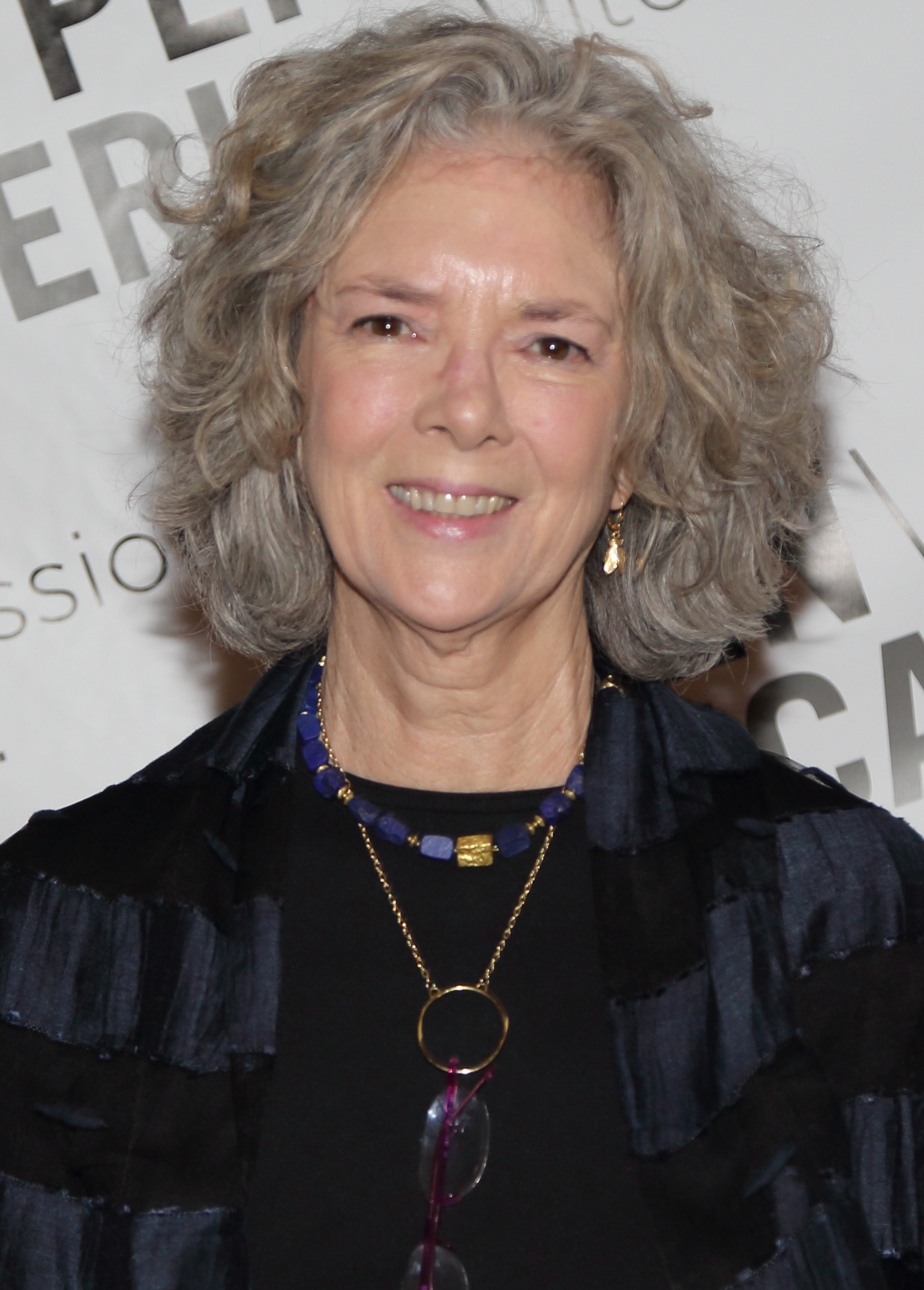
Beth Gutcheon (2014)

Beth Gutcheon (* 18. März 1945 als Beth Richardson in Sewickley, Pennsylvania) ist eine US-amerikanische Autorin. Sie ist unter anderem für An einem Morgen im Mai, The Children of Theatre Street und Recht für eine Ewigkeit bekannt.

## Leben
Gutcheon wurde als Beth Richardson in Sewickley im Westen des US-Bundesstaates Pennsylvania geboren, wo sie aufwuchs und die Sewickley Academy besuchte. Im Anschluss wechselte sie an die von Sarah Porter gegründete und auf das College vorbereitende Mädchenschule, Miss Porter’s School (MPS), in Farmington im US-Bundesstaat Connecticut. Nach ihrem Abschluss studierte sie an der Harvard-Universität Englische Literatur und erhielt einen Bachelor of Arts mit Auszeichnung.
Sie war von 1968 bis zur Scheidung im Jahr 1985 mit Jeffrey Gutcheon verheiratet – aus der Ehe stammt ein Kind. Gutcheon lebt in New York City.

## Karriere
Nach Abschluss ihres Studiums arbeitete sie zunächst in der Redaktion eines Bostoner Verlags. Später zog sie in das New Yorker Stadtquartier SoHo (South of Houston Street) in Manhattan und arbeitete in den 1970er Jahren freiberuflich im Kunstbereich. Zu ihren Auftragsarbeiten gehörten auch Drehbücher, beispielsweise die Erzählung für den Oscar nominierten Dokumentarfilm The Children of Theatre Street von Robert Dornhelm aus dem Jahr 1977.
In den Anfängen war sie Mitglied der US-amerikanischen Kunst- und Handwerksbewegung Patchwork Quilts, die inzwischen weltweit verbreitet ist. Aus dieser Zeit stammen ihre Werke The Perfect Patchwork Primer und The Quilt Design Workbook.
Nach der Veröffentlichung ihres ersten Romans The New Girls im Jahr 1978 arbeitet Gutcheon hauptberuflich als Autorin. Sie veröffentlichte bislang mehr als zehn Romane und einige Drehbücher, darunter auch das Drehbuch für den 1983 erschienenen Film An einem Morgen im Mai von 20th Century Fox, der auf ihrem Roman Still Missing basiert.
Daneben veröffentlichte sie auch Beiträge für das New York Magazine, das Savvy Magazine, die New York Times und deren „Book Review“, die San Jose Mercury News, den San Francisco Chronicle, den Conde Nast Traveler und weitere Zeitschriften.

## Filmografie (Auswahl)

### Drehbücher
- 1977: The Children of Theatre Street
- 1983: An einem Morgen im Mai
- 1992: Recht für eine Ewigkeit (The Good Fight; Fernsehfilm)